# Fédération des Maldives de football
La Fédération des Maldives de football (Football Association of Maldives (en) FAM) est une association regroupant les clubs de football des Maldives et organisant les compétitions nationales et les matchs internationaux de la sélection des Maldives.
La fédération nationale des Maldives est fondée en 1982. Elle est affiliée à la FIFA depuis 1986 et est membre de l'AFC depuis 1986 également.